# كأس تونس للكرة الطائرة للرجال 2018–19
كأس تونس للكرة الطائرة للرجال 2018-2019 هو الموسم رقم 63 من كأس تونس للكرة الطائرة للرجال.

فاز بهذا الموسم الترجي الرياضي التونسي.

## روابط خارجية
- الموقع الرسمي للجامعة التونسية للكرة الطائرة.